# Anne Berge
Anne Ragna Berge (Bærum, 31 gennaio 1966) è un'ex sciatrice alpina norvegese.

## Biografia
Polivalente originaria di Sandvika, la Berge debuttò in campo internazionale in occasione dei Mondiali juniores di Auron 1982; ottenne il primo piazzamento in Coppa del Mondo il 22 dicembre 1990 a Morzine in slalom speciale (10ª) e ai successivi Mondiali di Saalbach-Hinterglemm 1991, sua prima presenza iridata, nella medesima specialità si classificò all'11º posto. L'anno dopo ai XVI Giochi olimpici invernali di Albertville 1992, sua unica presenza olimpica, si piazzò 21ª nello supergigante, 21ª nello slalom gigante, 8ª nello slalom speciale e 5ª nella combinata; ai Mondiali di Morioka 1993, sua ultima presenza iridata, fu 27ª nel supergigante, 19ª nello slalom gigante e 9ª nello slalom speciale. In Coppa del Mondo conquistò il suo unico podio il 19 marzo 1994 a Vail in slalom gigante (3ª) e prese per l'ultima volta il via il 6 febbraio 1995 a Maribor in slalom speciale, senza completare la prova; si ritirò al termine di quella stessa stagione 1994-1995 e la sua ultima gara fu lo slalom speciale dei Campionati norvegesi 1995, disputato il 3 aprile a Bjorli e chiuso dalla Berge all'8º posto.

## Palmarès

### Coppa del Mondo
- Miglior piazzamento in classifica generale: 36ª nel 1993
- 1 podio:
  - 1 terzo posto

### Coppa Europa
- Miglior piazzamento in classifica generale: 2ª nel 1994
- Vincitrice della classifica di slalom gigante nel 1994

### Campionati norvegesi
- 17 medaglie[senza fonte] (dati parziali fino alla stagione 1981-1982):
  - 3 ori (slalom gigante nel 1983; combinata nel 1989; slalom gigante nel 1994)[1]
  - 9 argenti (slalom gigante, combinata nel 1982; combinata nel 1983; discesa libera, combinata nel 1985; slalom gigante nel 1986; slalom speciale nel 1987; slalom speciale nel 1992; supergigante nel 1993)
  -  5 bronzi (discesa libera nel 1982; discesa libera nel 1986; slalom gigante nel 1987; slalom gigante nel 1990; combinata nel 1992)[senza fonte]